# LKT Team Brandenburg
LKT Team Brandenburg is een wielerploeg die een Duitse licentie heeft. De ploeg bestaat sinds 2008. LKT Team Brandenburg komt uit in de continentale circuits van de UCI. Michael Müller is de manager van de ploeg.

## Seizoen 2014

### Transfers
| Inkomend               | Team 2013                | Uitgaand        | Team 2014                     |
| ---------------------- | ------------------------ | --------------- | ----------------------------- |
| Tim Reske              | Team Bergstrasse Jenatec | Yuriy Vasyliv   | Team Stölting                 |
| Stefan Schäfer         | Team NSP-Ghost           | Matthias Plarre | Leopard-Trek Continental Team |
| Leon Berger            | Neo                      |                 |                               |
| Robert William Kessler | Neo                      |                 |                               |
| Julian Schulze         | Neo                      |                 |                               |
| Leon Rohde             | Neo                      |                 |                               |

## Seizoen 2013

### Overwinningen in de UCI Europe Tour
| Datum   | Wedstrijd                             | Cat. | Winnaar        |
| ------- | ------------------------------------- | ---- | -------------- |
| 10 mei  | 3e etappe Ronde van Berlijn, Beloften | 2.2U | Willi Willwohl |
| 11 mei  | 4e etappe Ronde van Berlijn, Beloften | 2.2U | Willi Willwohl |
| 12 mei  | 5e etappe Ronde van Berlijn, Beloften | 2.2U | Willi Willwohl |
| 27 juli | 6e etappe Ronde van Mazovië           | 2.2  | Willi Willwohl |

### Renners
| Naam              | Geboortedatum     | Nationaliteit | Ploeg 2012                     |
| ----------------- | ----------------- | ------------- | ------------------------------ |
| Robert Bartko     | 23 december 1975  | Duitsland     |                                |
| Maximilian Borman | 1 mei 1993        | Duitsland     |                                |
| Sebastian Deckert | 8 augustus 1990   | Duitsland     | Neo                            |
| Felix Donath      | 7 januari 1993    | Duitsland     |                                |
| Jonathan Herrmann | 13 december 1994  | Duitsland     | Neo                            |
| Tobias Knaup      | 17 maart 1993     | Duitsland     |                                |
| Jonas Koch        | 25 juni 1993      | Duitsland     | Team Specialized Concept Store |
| Matthias Plarre   | 27 februari 1992  | Duitsland     |                                |
| Franz Schiewer    | 15 november 1990  | Duitsland     |                                |
| Carl Soballa      | 19 september 1994 | Duitsland     | Neo                            |
| Maximilian Stier  | 8 november 1993   | Duitsland     |                                |
| Yuriy Vasyliv     | 13 september 1993 | Duitsland     |                                |
| Willi Willwohl    | 31 augustus 1994  | Duitsland     | Neo                            |